# Vladimir Ivanovič Kablukov
Vladimir Ivanovič Kablukov (rusko Влади́мир Ива́нович Каблуко́в), ruski general, * 5. oktober 1781, † 19. februar 1848.
Bil je eden izmed pomembnejših generalov, ki so se borili med Napoleonovo invazijo na Rusijo; posledično je bil njegov portret dodan v Vojaško galerijo Zimskega dvorca.

## Življenje
22. novembra 1791 je kot podčastnik vstopil v Preobraženski polk; v zastavnika je bil povišan 11. decembra 1798 in 5. novembra 1802 je bil kot poročnik premeščen v Konjeniški gardni polk. 
Med bitko pri Austerlitzu je bil trikrat ranjen s sabljo in dvakrat z bajonetom. S Francozi se je ponovno bojeval leta 1807. 6. septembra 1810 je bil povišan v polkovnika. 
Za zasluge med patriotsko vojno in poznejšimi tujimi kampanjami je bil 10. maja 1814 povišan v generalmajorja. Po vojni je poveljeval brigadi v 1. kirasirski diviziji. 
17. julija 1821 je postal poveljnik Leib kirasirskega polka in 22. avgusta 1826 je bil povišan v generalporočnika. Za poveljnika 4. huzarske divizije je bil imenovan 3. februarja 1828. Z divizijo se je udeležil zatrtja poljske vstaje leta 1831. 2. aprila 1833 je bil imenovan za poveljnik 4. lahke konjeniške divizije. 
7. januarja 1834 je bil imenovan za senatorja. 10. oktobra 1843 je bil premeščen v civilno upravo z nazivom pravega tajnega svetovalca.